# NASA Exoplanet Science Institute
 (avril 2024).
Le NASA Exoplanet Science Institute (acronyme : NExScI) est une composante de l'Infrared Processing and Analysis Center (IPAC). Fondé [Quand ?], il est situé sur le campus du California Institute of Technology (Caltech) à Pasadena, près de Los Angeles, en Californie.